# Ferenciek tere (metropolitana di Budapest)
Ferenciek tere è una stazione della linea M3 della metropolitana di Budapest posta sotto l'omonima piazza.

## Storia
Si tratta di una delle sei stazioni che componevano il primissimo tratto della M3, quando la linea divenne operativa nell'anno 1976. La sua denominazione ufficiale prima del 1990 era Felszabadulás tér, ovvero "piazza della Liberazione".

## Strutture e impianti
La piattaforma è collocata a 27 metri di profondità.

## Interscambi
Nelle vicinanze della stazione effettuano fermata numerose linee urbane automobilistiche e tranviarie, gestite da BKV.
- Fermata tram
- Fermata autobus